# Welcome to the Neighbourhood
Welcome to the Neighbourhood (englisch für: „Willkommen in der Nachbarschaft“) ist das siebte Studioalbum des US-amerikanischen Rocksängers Meat Loaf, das 1995 als Nachfolger zu dem Erfolgsalbum Bat Out of Hell II: Back into Hell veröffentlicht wurde.

## Hintergrund
Das Album erreichte Platinstatus in den USA und Großbritannien und Goldstatus in Deutschland. Weltweit verkaufte sich das Album mehr als 2,5 Millionen Mal. Das Album wurde von Ron Nevison produziert, Co-Produzenten sind Sammy Hagar, Steven Van Zandt und Meat Loaf selbst. Von den zwölf Liedern auf dem Album wurden zwei von Jim Steinman geschrieben, beides sind Coverversionen. Original Sin stammt aus dem gleichnamigen Album von Pandora’s Box (es war auch im Film Der Schatten zu hören, wo es von Taylor Dayne gesungen wurde) und Left in the Dark von Steinmans Soloalbum Bad for Good.
Die ersten beiden Singles wurden von Diane Warren geschrieben, die später auch Lieder für Meat Loafs Album Couldn’t Have Said It Better und Bat Out of Hell III: The Monster Is Loose schrieb. Bei I’d Lie For You (and That’s the Truth) handelt es sich um ein Duett mit Patti Russo. Das Musikvideo dazu wurde von Indiana Jones inspiriert.

## Titelliste
1. Where the Rubber Meets the Road – 4:57 (Paul Jacobs/Sarah Durkee)
2. I’d Lie For You (And That’s the Truth) feat. Patti Russo – 6:41 (Diane Warren)
3. Original Sin – 5:56 (Jim Steinman)
4. 45 Seconds of Ecstasy gesungen von Susan Wood – 1:06 (Martha Minter Bailey)
5. Runnin’ For the Red Light (I Gotta Life) – 3:59 (Harry Vanda/George Young/Patti Russo/Meat Loaf/Sarah Durkee)
6. Fiesta De Las Almas Perdidas – 1:27 (Jeff Bova)
7. Left in the Dark – 7:13 (Jim Steinman)
8. Not A Dry Eye In the House – 5:54 (Diane Warren)
9. Amnesty Is Granted gesungen von Meat Loaf & Sammy Hagar – 6:09 (Sammy Hagar)
10. If This Is the Last Kiss (Let’s Make It Last All Night) feat. Patti Russo – 4:34 (Diane Warren)
11. Martha – 4:40 (Tom Waits)
12. Where Angels Sing – 6:09 (Steven Allen Davis)

## Singleauskopplungen
- I’d Lie For You (and That’s the Truth) (GB #2, US #13, D #17)
- Not A Dry Eye In The House (GB #7, US #82, D #93)
- Runnin’ For The Red Light (I Gotta Life) (GB #21)

## Mitwirkende
- Meat Loaf – Gesang
- Patti Russo – Gesang, Backing Vocals
- Tim Pierce – Gitarre
- Pat Thrall – Gitarre
- Sammy Hagar – Zusätzlicher Gesang und Gitarre bei Amnesty Is Granted
- Steven Van Zandt – Gitarre bei Amnesty Is Granted
- Eddie Martinez – Gitarre bei Amnesty Is Granted
- Kasim Sulton – Akustikgitarre bei Not A Dry Eye In The House, Backing Vocals, Gesangsarrangeur
- Steve Buslowe – Bass, Background Vocals
- Mark Alexander – Klavier
- Paul Jacobs – Klavier
- Jeff Bova – Keyboard, Hammond B3, Programmierung
- Kenny Aronoff – Schlagzeug
- John Miceli – Schlagzeug bei Where Angels Sing
- Susan Wood – Gesang bei 45 Seconds of Ecstasy
- Pearl Aday – Backing Vocals
- Elaine Caswell – Backing Vocals
- Rory Dodd – Backing Vocals, Gesangsarrangeur
- Robert Smith – Backing Vocals
- Curtis King – Backing Vocals